# Communauté d'agglomération du Grand Alès
La Communauté d'agglomération du Grand Alès était une communauté d'agglomération française, située dans le département du Gard et la région Languedoc-Roussillon.

## Histoire
- 1er janvier 1993 : création d'une communauté de communes. Elle comprend 7 communes.
- 1er janvier 2000 : transformation de la communauté de communes en communauté d'agglomération ; intégration des communes de Saint-Jean-du-Pin et Bagard.
- 1er janvier 2002 : intégration des communes de Corbès, Mialet, Mons, Saint-Jean-du-Gard, Salindres, Soustelle et Thoiras.
- 1er janvier 2013: fusion de la communauté d'agglomération avec plusieurs communautés de communes dans une nouvelle structure : la Communauté d'agglomération Alès Agglomération

## Composition
La communauté d'agglomération comprenait 16 communes :
| - Alès (1993) - Bagard (2000) - Boisset-et-Gaujac (1993) - Corbès (2002) - Mialet (2002) - Mons (2002) - Salindres (2002) - Saint-Christol-lès-Alès (1993) | - Saint-Hilaire-de-Brethmas (1993) - Saint-Jean-du-Gard (2002) - Saint-Jean-du-Pin (2000) - Saint-Martin-de-Valgalgues (1993) - Saint-Paul-la-Coste (1993) - Saint-Privat-des-Vieux (1993) - Soustelle (2002) - Thoiras (2002) |

## Président
L'unique président de la communauté d'agglomération a été Max Roustan, maire d'Alès (2000-2012)